# Vauriella insignis
Vauriella insignis (tên tiếng Anh: white-browed jungle flycatcher, nghĩa là đớp ruồi rừng rậm mày trắng) là một loài chim trong họ Muscicapidae.
Nó là loài đặc hữu đảo Luzon ở Philippines. Môi trường sống tự nhiên của nó là các khu rừng nhiệt đới ẩm ướt miền núi. Nó bị đe dọa mất môi trường sống.
Loài này trước đây được đặt trong chi Rhinomyias, nhưng hiện nay đã được chuyển sang chi Vauriella do nghiên cứu phát sinh chủng loài phân tử công bố năm 2010 nhận ra rằng Rhinomyias là đa ngành.